# Team New Zealand
Team New Zealand (TNZ) är ett segelsällskap som är baserad i Auckland, Nya Zeeland och representerar Royal New Zealand Yacht Squadron.
Team New Zealand blev ett känt namn i sitt hemland efter deras raka segrar i America's Cup 1995 och 2000. Genom att göra detta blev de det första laget från ett land utanför USA att framgångsrikt vinna och sedan försvara America's Cup. Deras framgång i America's Cup tävlingarna har bidragit till Nya Zeeland rykte för att producera världsklass seglare och designers till båtar. För närvarande tävlar Emirates Team New Zealand i World Match Racing Tour. Ledda av sin skeppare Adam Minoprio som allmänt förväntas ligga till grund för en framtida America's Cup segrar för Nya Zeeland.

## Båtar
- NZL 32 (I) - vinnarbåt 1995, såld till Le Défi Areva
- NZL 38 (II) - träningsbåt 1995, såld till Victory Challenge år 2000 och omdöpt till Cristina
- NZL 57 (III) - träningsbåt 2000, såld till K Challenge
- NZL 60 New Zealand (IV) - vinnarbåt 2000, såld till K Challenge
- NZL 81 (V) - träningsbåt 2003, används fortfarande
- NZL 82 (VI) - förlorarbåt 2003, används fortfarande
- NZL 84 -
- NZL 92 -
- CAMPER
- NZL 2 - träningsbåt
- NZL 5 - förlorarbåt 2013